# Теплуха (деревня)
Теплуха — деревня в Смоленской области России, в Вяземском районе. Население — 32 жителя (2007 год). Расположена в восточной части области в 25 км к северо-востоку от районного центра, и в 5 км к северу от М1 «Беларусь». В 2,5 км к юго-западу от деревни железнодорожная станция Туманово на линии Москва — Минск. Входит в состав Тумановского сельского поселения.

## История
Деревня получила известность во время Отечественной войны 1812 года. 14-15 сентября 1812 года партизанский отряд Дениса Давыдова пленил в районе деревни группу мародёров и захватил вражеский обоз. В 1994 году учениками Тумановской школы под руководством Гайдуковой Э.С. был установлен памятный знак — табличка с надписью на большом валуне ледникового происхождения.

## Экономика
В начале 90-х годов XX века в деревне было сельхозпредприятие «Теплуха».

## Достопримечательности
Наиболее распространённой фамилией в деревне была «Симоновы».
Через деревню проходила Старая Смоленская дорога.